# Hohenberg an der Eger
Hohenberg an der Eger (ufficialmente Hohenberg a.d.Eger) è un comune tedesco di 1 503 abitanti, situato nel land della Baviera.